# Lophostica nova
Lophostica nova är en spindelart som beskrevs av Ledoux 2007. Lophostica nova ingår i släktet Lophostica och familjen hoppspindlar. Inga underarter finns listade i Catalogue of Life.